# Daoud Shaw
David „Daoud“ Shaw (eigentlich Dahaud Elias Shaar, auch Dahaud Shaw; * 1946 oder 1947; † 21. Januar 2018) war ein US-amerikanischer Jazz- und Rockmusiker (Schlagzeug), der sich auch als Tonmeister und Musikproduzent betätigte.

## Leben und Wirken
Shaw arbeitete über 20 Jahre als Schlagzeuger für Van Morrison und war auch Co-Produzent dessen Albums Veedon Fleece, das 1974 erschien. Von 1975 bis 1977 gehörte er der Studioband der Comedy-Show Saturday Night Live an; außerdem spielte er 1980/81 in der Jerry Garcia Band und als Begleitmusiker von Etta James. Des Weiteren besaß Shaw im Keller seines Hauses ein eigenes Aufnahmestudio (Radio Active Productions), in dem er Aufnahmen u. a. von Tyrone Brown und Shawn Zevit produzierte. Als Produzent arbeitete er u. a. auch mit der Singer/Songwriterin Essra Mohawk und dem Folksänger Kenny Butterill. Im Bereich des Jazz war er als Musiker u. a. an Aufnahmen des Trompeters John Ellis (Esperanza, 2001), der Sängerin Venissa Santi (Bienvenida, 2008) und von Tyrone Brown (Moon of the Falling Leaves, 2008) beteiligt. Shaw starb 2018 im Alter von 71 Jahren an den Folgen einer Krebserkrankung.